# Marcella (serie televisiva)
Marcella è una serie televisiva britannica scritta, diretta e prodotta dallo scrittore svedese Hans Rosenfeldt, creatore della serie The Bridge. È trasmessa dal 4 aprile 2016 su ITV. La terza stagione è stata distribuita il 14 giugno 2020 su Netflix, mentre nel Regno Unito andrà in onda successivamente nel 2020.
In Italia, viene pubblicata dal 1º luglio 2016 su Netflix, che la distribuisce globalmente al di fuori del Regno Unito.

## Trama

### Prima stagione
Marcella Backland, ex agente del Metropolitan Police Service di Londra, decide di tornare al lavoro dopo che suo marito, Jason, ha deciso bruscamente di lasciarla. Marcella riprende le sue indagini sugli omicidi di Grove Park, tre omicidi irrisolti del 2005, quando sembra che l'assassino seriale responsabile sia tornato. All'insaputa di Jason, Marcella sta avendo dei disturbi della memoria. Marcella si preoccupa di essere coinvolta quando Grace, la donna con cui Jason ha avuto una relazione, viene uccisa.

### Seconda stagione
Marcella indaga su un assassino seriale di bambini, incontrando un pedofilo, un arrogante milionario, una rockstar degli anni '70 e strani simboli relativi alla stregoneria. Il suo ex marito Jason si è fidanzato con la sua infermiera di riabilitazione anche se il loro divorzio non si è ancora concluso, mettendo i loro figli nel bel mezzo di una battaglia per la custodia che diventa rapidamente brutta. I disturbi della memoria di Marcella continuano e lei vuole un consiglio per aiutarla a ricordare cosa è successo tra loro.

### Terza stagione
Questa stagione approfondirà la salute mentale di Marcella ed esplorerà il suo nuovo ruolo di agente di polizia sotto copertura.

## Episodi
| Stagione         | Episodi | Prima TV UK | Pubblicazione Italia |
| ---------------- | ------- | ----------- | -------------------- |
| Prima stagione   | 8       | 2016        | 2016                 |
| Seconda stagione | 8       | 2018        | 2018                 |
| Terza stagione   | 8       | 2020        | 2020                 |

## Produzione
La serie è stata commissionata a giugno 2015. Le riprese si sono svolte a Londra e nel porto di Dover.

## Premi e riconoscimenti
- 2016 - TV Choice Award
  - Nomination per la Miglior serie televisiva
- 2017 - International Emmy Award[5]
  - Miglior attrice ad Anna Friel